# Sceliphron intrudens
Sceliphron intrudens är en biart som först beskrevs av Frederick Smith 1858.
Sceliphron intrudens ingår i släktet Sceliphron och familjen grävsteklar. Inga underarter finns listade i Catalogue of Life.